# Fran Cosmo
Fran Cosmo (nacido con el nombre de Francis Cosmo Migliaccio el 17 de octubre de 1956) es un cantante y guitarrista estadounidense conocido por ser parte de la banda de rock Boston.

## Carrera artística

### Inicios
La primera aparición de Cosmo como guitarrista fue al lado del exmiembro de Boston Barry Goudreau en la grabación de su álbum debut homónimo de 1980. En 1984, Cosmo y Goudreau, junto al vocalista Brad Delp formaron la banda Orion the Hunter y lanzaron un disco con el mismo nombre ese mismo año. El sencillo «So You Ran» llegó a la posición 58.º del Billboard Hot 100.

### Época con Boston
En el año de 1991, el líder y guitarrista de Boston Tom Scholz, invitó a Cosmo para que fuera parte de la banda y Fran grabó la voz en el álbum de estudio Walk On, publicado en 1994. Este disco alcanzó el 7.º lugar del Billboard 200 y el tema «I Need Your Love» se ubicó en el puesto 4.º y 51.º del Mainstream Rock Tracks y Hot 100 respectivamente. Dicho álbum fue certificado disco de platino en EE. UU.
Fran participó en la grabación de la melodía «Higher Power», la cual está enlistada en el compilado Greatest Hits de 1997. Cosmo grabó la voz junto a Delp. También colaboró en Corporate America, lanzado en 2002. Fran realizó giras con esta agrupación de 1994 a 2004.

### Otros proyectos
En 2006, Fran formó junto a su hijo Anthony la banda Cosmo. Firmaron contrato con Frontiers Records y publicaron su álbum Alien en el mismo año.

## Discografía

### Con Barry Goudreau
- 1980: Barry Goudreau

### Con Orion the Hunter
- 1984: Orion the Hunter

### Con Boston
- 1994: Walk On
- 1997: Greatest Hits
- 2002: Corporate America

### Con Cosmo
- 2006: Alien